# 富山あかり
富山 あかり（とみやま あかり、7月17日 - ）は、日本の女性声優。

## 人物
以前はイエローテイルに所属していた。

## 出演
太字はメインキャラクター。

### ゲーム
2002年
- 水夏〜SUIKA〜（千夏、七条華子）※DC版
  - WATER SUMMER（千夏、七条華子）

- 二重影（幽香、桂華）※DC版
  - SHADOW AND SHADOW（幽香、桂華）

- 僕と、僕らの夏（小川冬子）※DC版
- ゆきんこ☆ばぁにんぐ（麻宮愛華、仙道恋、江崎まゆ）

2003年
- Blue-Sky-Blue【s】 -空を舞う翼-（一松香澄）

2005年
- Natural2 -DUO- 桜色の季節（柴崎彩音）

2007年
- 萌え萌え2次大戦(略)（あかぎ、ロジーナ）

2008年
- 大奥記
- 萌え萌え2次大戦(略)☆デラックス（あかぎ、ロジーナ）

2009年
- 桃華月憚 -光風の陵王-（北条美鈴）
- 戦極姫〜戦乱に舞う乙女達〜（島津義久、北条早雲、石田二成）
- 萌え萌え2次大戦(略) Chu〜♪（あかぎ、ロジーナ）

2010年
- 戦極姫2〜葉隠の乙女、風雲に乗ず〜（島津義久、北条早雲、京極高次）
  - 戦極姫2 炎 〜百華、戦乱辰風の如く〜（島津義久、北条早雲、京極高次）
  - 戦極姫2 嵐 〜百華、戦乱辰風の如く〜（島津義久、北条早雲、京極高次）

2011年
- 三極姫〜三国乱世・覇天の采配〜（呂蒙子明、紀霊）

2012年
- 三極姫〜戦煌の大火・暁の覇龍〜（呂蒙子明、紀霊）
- 戦極姫3〜天下を切り裂く光と影〜（2012年 - 2013年、北条早雲、島津義久）

2017年
- 萌え萌え2次大戦(略)3（あかぎ、ロジーナ）

### ドラマCD
- 萌え萌え2次大戦(略)☆デラックス ドラマCD（2009年、フェイ、あかぎ、ロジーナ）

### TVCM
- やわらぎ斎場

### ラジオCM
- DOCOMO山梨
- プラザ平安

### その他
- PCソフト「しゃべって覚えるシリーズ2“かず”と“すうじ”」（ポン太）

## ディスコグラフィ

### 歌手参加楽曲
| 発売日         | 商品名                           | 歌         | 楽曲       | 備考                                           |
| -------------- | -------------------------------- | ---------- | ---------- | ---------------------------------------------- |
| 2002年11月29日 | 僕と、僕らの夏 サウンド トラック | 富山あかり | 「贈り物」 | ゲーム『僕と、僕らの夏』DC版オープニングテーマ |

### シリーズ一覧
1. ↑  PS3／PSP版（2012年）、PS Vita版（2013年）